# 辽东栎
辽东栎（学名：Quercus wutaishanica）是壳斗科栎属的植物。分布于朝鲜以及中国大陆的陕西、宁夏、黑龙江、河北、河南、吉林、青海、辽宁、山西、四川、甘肃、内蒙古、山东等地，生长于海拔600米至2,500米的地区，多生长在阳坡及半阳坡，目前尚未由人工引种栽培。

## 别名
辽东柞（中国树木类学）

## 异名
- Quercus liaotungensis Koidz.